# Dmytro Kuleba
Dmytro Ivanovyč Kuleba (in ucraino Дмитро Іванович Кулеба?; Sumy, 19 aprile 1981) è un diplomatico e politico ucraino, Ministro degli affari esteri dal 4 marzo 2020 al 5 settembre 2024.
È stato rappresentante permanente dell'Ucraina presso il Consiglio d'Europa e dal 29 agosto 2019 vice primo ministro dell'Ucraina per l'integrazione europea ed euro-atlantica.

## Biografia
Kuleba è nato nell'aprile 1981 nella città orientale ucraina di Sumy. La madre è Jevhenija Kuleba, mentre il padre, Ivan Kuleba, è un diplomatico di carriera, ex vice ministro degli esteri dell'Ucraina (2003-2004), ambasciatore dell'Ucraina in Egitto (1997-2000), nella Repubblica Ceca (2004-2009), in Kazakistan (2008-2019) ed in Armenia (dal 2019). Si è laureato presso l'Istituto di Relazioni Internazionali dell'Università nazionale Taras Ševčenko di Kiev nel 2003 e ha conseguito un dottorato di ricerca (equivalente al PhD) in diritto internazionale.
Ha lavorato per il Ministero degli affari esteri dal 2003. Nel 2013 lascia il servizio civile per dirigere la Fondazione UART per la Diplomazia culturale. Nel dicembre 2017 Dmytro Kuleba è stato nominato miglior ambasciatore ucraino dell'anno 2017 dall'Istituto di politica mondiale. Nel 2020, memore della sua crescita ad Atripalda (AV) quando era ragazzino, si è prodigato per aiutare l'Italia durante l'emergenza COVID-19.

## Vita privata
Kuleba è sposato e ha due figli: Jehor (nato nel 2006) e Ljubov (nata nel 2011).
La moglie di Kuleba, Jevhenija, è stata nell'ottobre 2020 la numero 1 nella lista del partito per il consiglio comunale di Kiev del partito Servitore del Popolo nelle elezioni locali di Kiev del 2020. È deputata del consiglio comunale di Kiev, segretaria del comitato permanente per la politica ambientale del consiglio comunale di Kiev.